# Drangiána

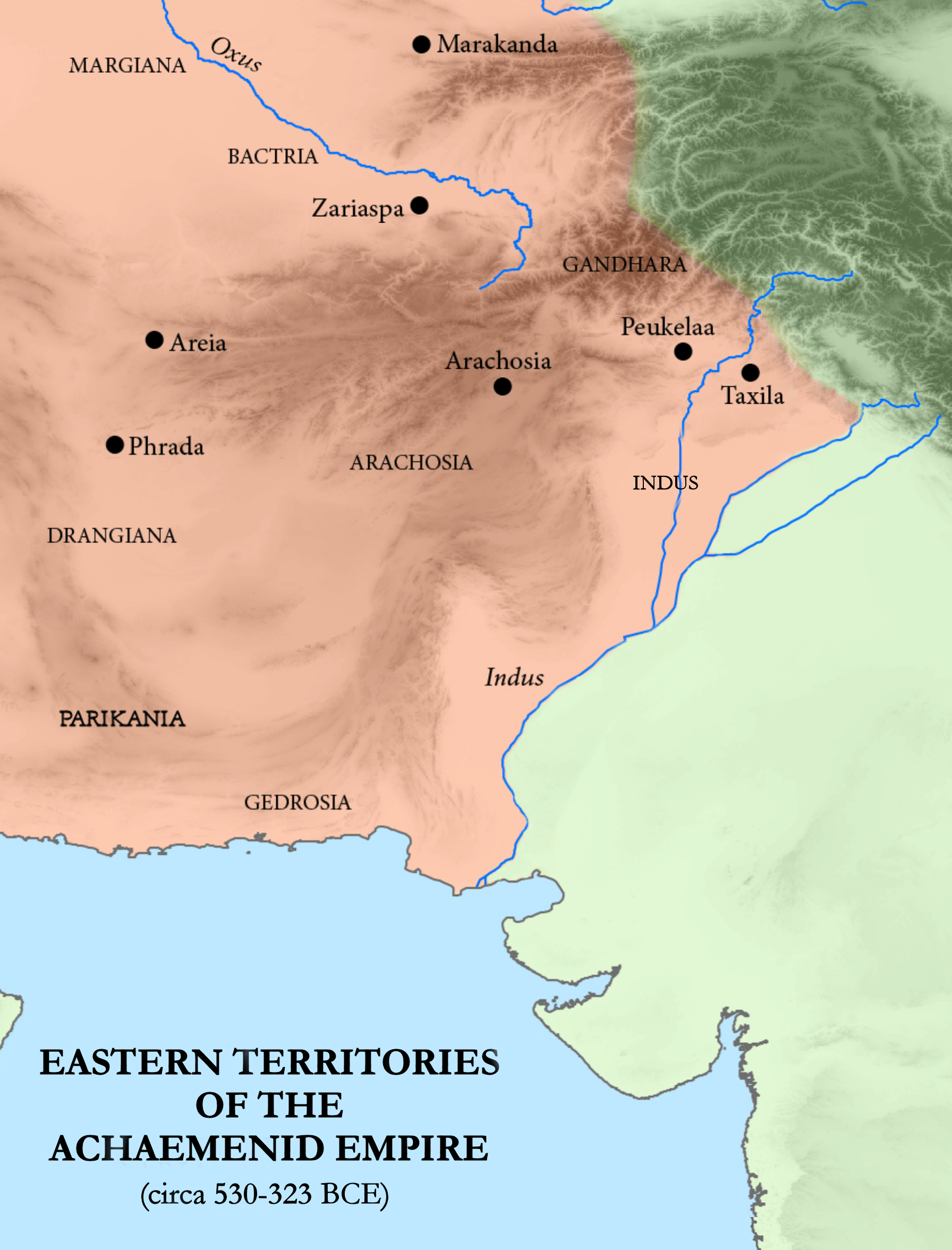
Východní satrapie Achaimeovské říše, včetně Margiány, cca 530 př. n. l. až 323 př. n. l.

Drangiána, též Zarangiána, je historická země Íránu, která se nacházela v okolí jezera Hámún a řeky Hilmand, na hranicích dnešního Íránu a Afghánistánu. Po dobytí Persie Araby bylo území nazýváno Sístán. Na severu a západě hraničila Drangiána s Árií, na východě s Arachósií, na jihu s Gedrósií a Paropamisadií a na západě s Karmánií. Mezi města v Dragiáně naležela Alexandria Profthasia, snad dnešní afghánský Faráh.
Nejstarší zmínka o Dragiáně se nachází na Behistunském nápisu achaimenovského krále Dáreia z doby okolo 521 př. n. l., na kterém je uvedena jako jedna ze zemí kterým král vládl.Podle Diodóra Sicilského před Peršany Dragiáncům vládl král Ninos. V průběhu starověku byla Margiána také sjednocena s Arachósií a Árií. V roce 128 byla země dobyta kmenem Saků na úkor Arsakovců a její jméno změněno na Sakastán, pozdější Sístán.

## Etymologie
Poprvé je jméno země doloženo na staroperském Behistunském nápisu ve formě z-r-k, tedy Zranka, na kterém je uvedena také jméno země v elamštině, babylónštině a egyptštině. Ve staré řečtině bylo území nazýváno Zarangai, Zarangaioi, Zarangiané a Sarangai, v latině Zarangae. Kromě toho se objevují varianty s počátečním D-, které by nazačovali že perské jméno země správně znělo *Dranka či snad *Dranga, jako je řecké Drangai, Drangé, Drangéné, Drangi(a)né a latinské Drangae, Drangiana, Drangiani a Drancaeus.
Etymologie jména nejistá. Může snad vycházet ze staroperského drayah- „jezero“ a znamenat tak „jezerní země“, takový výklad však provází lingvistické potíže. Georg Morgenstierne namísto toho spojoval s novoperským zarang „horský vrcholek“, a navrhl že jméno země vychází ze starého názvu pro Kōh-i Khwāja, významnou místní horu. Zarang, též Zaranj, je také jménem města v afghánské provincii Nímróz, které též leželo na území Drangiány.